# Font Picant de Cabrera
La Font Picant de Cabrera es troba al Parc de la Serralada Litoral, la qual es descobrí casualment el 1859.

## Història
Coneguda també com a Manantial Modolell, la seua aigua es va començar a comercialitzar a partir del 1889 i gairebé durant un segle. Un anunci del diari La Vanguardia de l'any 1953 deia: 
| « | Manantial Modolell - Deliciosa agua de mesa - Higado y estómago - Gaseosa natural - 2,85 pesetas litro - EL BALNEARIO EN CASA | » |

## Entorn
El seu entorn, amb grans eucaliptus i plataners, era un berenador molt freqüentat, amb barbacoes i servei de bar. Era típic degustar l'aigua gasosa de la font (que se servia en gots) fins que Sanitat va prohibir la venda de la que fou la famosa Aigua de Cabrera. Actualment, aquestes instal·lacions estan abandonades i només en queden les runes, però hi ha la voluntat de recuperar aquest carismàtic indret. L'any 2016 va reobrir les instal·lacions del berenador i restaurant de brasa.

## Accés
És ubicada a Cabrera de Mar. Al poble, pel carrer de la Riera i al final d'aquest seguim amunt, per la pista que duu al castell de Burriac, fins a arribar a una pista molt ampla. En aquest punt hi ha la font i s'hi pot arribar amb cotxe. Coordenades: x=448422 y=4598697 z=235.